# Jovetia
Jovetia é um género botânico pertencente à família Rubiaceae.